# إدوارد إم. ليرنر
إدوارد إم. ليرنر (بالإنجليزية: Edward M. Lerner)‏ (22 يونيو 1949، شيكاغو في الولايات المتحدة)؛ روائي أمريكي.